# Сафия Абди Хаазе
Сафия Абди Хаазе (араб. صفية عبدي هاس‎, норв. Safia Abdi Haase; род. 5 мая 1959, Могадишо, Сомали) — норвежская медсестра и общественный деятель сомалийского происхождения, стоящая на протяжении многих лет на переднем крае борьбы с насилием в отношении женщин, пройдя через женское обрезание, принудительный брак, изнасилование, психологическое и физическое насилие. В 2014 году за свои заслуги в области здравоохранения была награждена Орденом Святого Олафа I класса, став первой женщиной, удостоенной этой награды в Норвегии.

## Биография
Сафия Абди Хаазе родилась 5 мая 1959 года в столице Сомали — Могадишо, в бедной семье, принадлежащей одному из главных религиозных кланов страны — Шекал. Её отец Юсуф Абди Хилоле был учителем корана и проповедовал в Кении, Танзании и Уганде, а мать родила 14 детей, из которых выжило только четверо братьев и сестёр Сафии. В девятилетнем возрасте Сафия с подачи матери и её подруг без анестезии прошла процедуру женского обрезания, длившуюся несколько часов, в то время как отец протестовал против этого. Кочевая жизнь отца-учителя спасла её от насильной выдачи замуж за кузена. Однако, в 18 лет, по принуждению матери, пригрозившей проклясть свою дочь, Сафия вышла замуж за двоюродного брата. В браке родилось три дочери, но семья не была счастливой: муж избивал, насиловал и оскорблял Сафию. Она с дочерьми жила в Кении, в то время как муж по работе ездил в Ирак, Иран и Сирию. После 14 лет постоянных избиений Сафия сбежала с дочерьми в родной дом, однако её там не приняли, и ей пришлось прийти к мужу, который снова её избил. Затем она пошла в полицейский участок, но никаких действий не последовало, после чего Сафия начала искать пути для развода с мужем, обратившись в шариатский суд Кисуму, третьего по величине города Кении. Получив развод с помощью свидетельств отца, Сафия продала всё своё имущество, чтобы выехать из Африки, однако суммы оказалось недостаточно, и она была вынуждена «продать своё тело», забеременев.
В 1992 году, во время гражданской войны, Сафия вместе с дочерьми улетела в Норвегию, и через некоторое время сделала аборт. Семья жила в приютах для иммигрантов в Валдресе, среди выходцев из Косово и Боснии. В 1993 году Сафия начала работать переводчиком в центре для иммигрантов в Харстаде. Затем, имея формальное образование, Сафия в 34 года окончила начальную и среднюю школу, и получила квалификацию медсестры в Университетском колледже Харстада и в 2003 году — степень магистра в области международного социального обеспечения и политики в области здравоохранения Университета Осло. После этого она начала сотрудничать с благотворительным фондом «Amathea» и с министерством юстиции Норвегии, поучаствовав в создании плана правительства против нанесения увечий женским гениталиям. В 2000-х годах она переехала в Халден и участвовала в помощи женщинам-иммигрантам включиться в трудовую и социальную жизни города, попутно способствуя улучшению жизни девочек и женщин в Сомали и сомалийской общины в Норвегии, борьбе с расизмом и развитию взаимопонимания между разными культурами. В 2002 году Карлом Е. Рикардсеном был снят документальный фильм «Сафия и её дочери» — о их встрече с норвежской культурой, а в 2005 году Сафия стала почётным членом Женской ассоциации общественного здравоохранения Норвегии. Родители Сафии умерли в 2007 году, успев повидать Норвегию, и она смогла простить свою мать.
В 2014 году король Норвегии Харальд V удостоил Сафию Абди Хаазе звания рыцаря Ордена Святого Олафа I класса за работу на благо женщин и условий жизни детей.

## Личная жизнь
В Норвегии Сафия второй раз вышла замуж и в настоящее время проживает с семьёй в Халдене и работает медсестрой.